# Roborowski-Zwerghamster

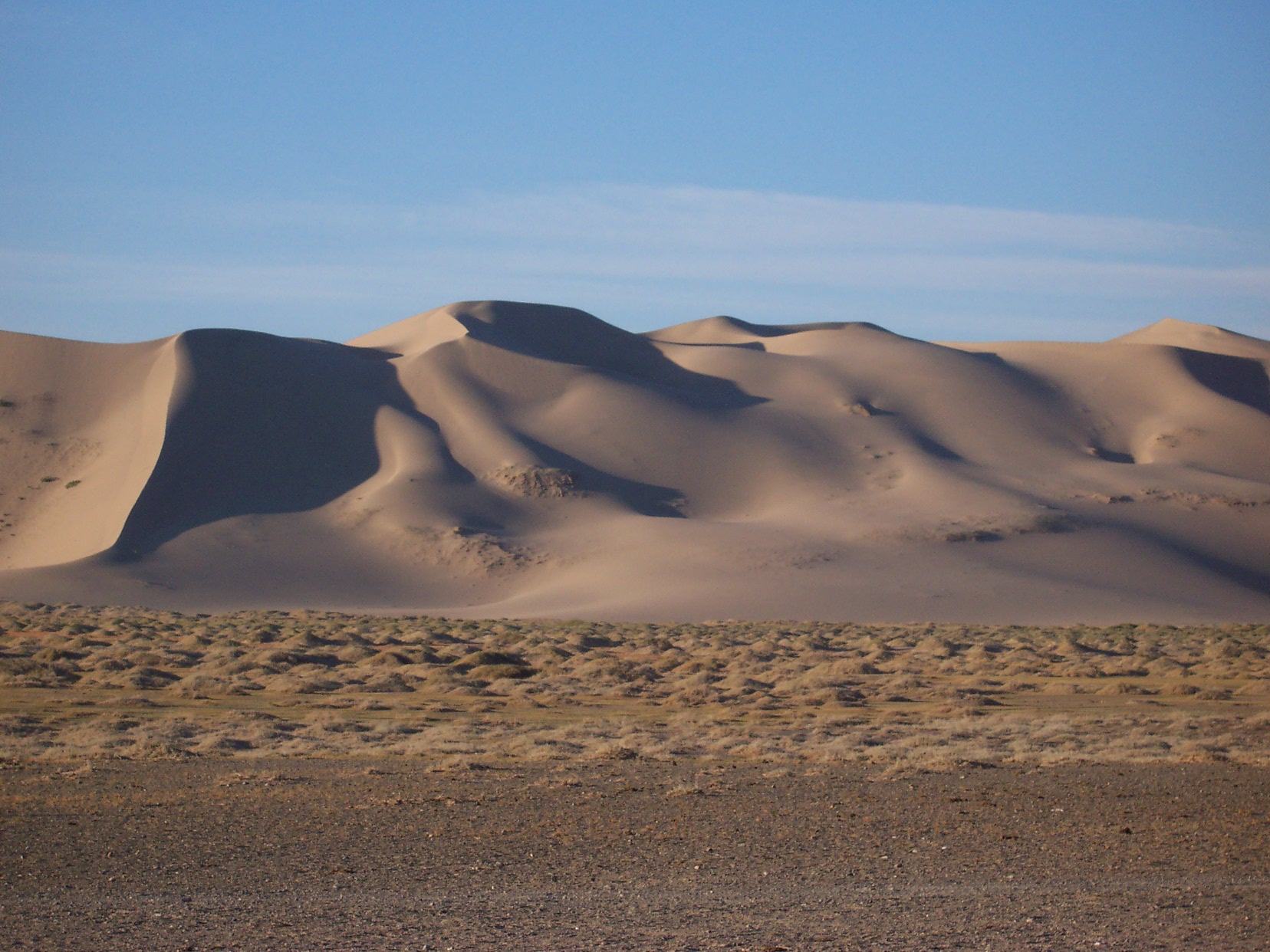
Der Roborowski-Zwerghamster bewohnt die Wüstensteppe Gobi und angrenzende Wüstenregionen.

Der Roborowski-Zwerghamster (Phodopus roborovskii) ist eine zu den Kurzschwanz-Zwerghamstern gehörende Art der Hamster. Er bewohnt die Wüstensteppe Gobi und angrenzende Wüstenregionen des nördlichen Chinas und der Mongolei, ist nicht im Bestand gefährdet und wird zunehmend als Heimtier gehalten.
Seine Kopf-Rumpf-Länge beträgt etwa sieben Zentimeter, das durchschnittliche Körpergewicht der Männchen etwa 23,5 Gramm und das der Weibchen etwa 20 Gramm. Das weiche Fell der Oberseite ist hellbraun bis grau, das der Unterseite weiß. Über jedem Auge befindet sich ein markanter weißer Fleck. Ein Aalstrich ist nicht vorhanden.
Der Roborowski-Zwerghamster bewohnt ausschließlich Sandgebiete mit spärlichem Pflanzenbewuchs und ernährt sich hauptsächlich von Pflanzensamen. Sein selbstgegrabener Bau besteht meist aus einer einfachen Röhre mit einer Nestkammer. Er ist ganzjährig und hauptsächlich in der Dämmerung aktiv, im Winter jedoch weniger.
Von April bis September bringen die Weibchen nach einer Tragzeit von je etwa 21 Tagen drei bis vier Würfe mit durchschnittlich 4,5 Jungtieren zur Welt. Diese sind nach etwa 19 Tagen geschlechtsreif und beginnen nach zwei Monaten sich fortzupflanzen. Die Lebenserwartung in der Natur beträgt bis zu eineinhalb Jahre.

## Körpermerkmale

### Körpermaße

Jahreszeitliche Entwicklung des durchschnittlichen Körpergewichts erwachsener Roborowski-Zwerghamster

Mit einer Kopf-Rumpf-Länge von fünfeinhalb bis neun Zentimetern ist der Roborowski-Zwerghamster einer der kleinsten Hamster. Sein Schwanz ist 6 bis 14 Millimeter lang und meist kürzer als die Hinterpfoten. Deren Länge beträgt 10 bis 12 Millimeter und die der Ohrmuscheln 10 bis 15 Millimeter.
Miller bezeichnet die Pfoten als verkürzt und somit ungewöhnlich kurz und breit. Die Proportionen der Knochen zueinander seien jedoch nicht besonders abgewandelt.
Die Populationen der Mandschurei, der Mongolei und Shaanxis sind kleiner und besitzen andere Körperproportionen als die des Nan Shan.
Das Körpergewicht des Roborowski-Zwerghamsters unterliegt jahreszeitlichen Schwankungen. Laut Feoktistowa und Meschtscherski ist es im Herbst und frühen Winter am niedrigsten. Im Dezember beginnt es stetig zu steigen, erreicht seinen Höhepunkt im späten Frühling und Sommer und nimmt im September rapide ab. Männchen wiegen durchschnittlich zwischen 20 und 28 Gramm, Weibchen sind mit 18 bis 23 Gramm etwas leichter.
| Maße in Millimetern    | Tuwa  | Nan Shan   | Shaanxi    | Mongolei     | Mandschurei |
| Kopf-Rumpf-Länge       | 68–92 | 90,0       | 73–81      | 72,0 (67–76) | 53–60       |
| Länge des Schwanzes    | 6–12  | 7,0        | 11–14      | 8,2 (7–11)   | 7–9         |
| Länge der Hinterpfoten | 10–12 |            | 11,5–12    | 11,2 (10–12) | 10,5–11     |
| Länge der Ohrmuscheln  | 14–15 | 14         | 12–14      | 11,2 (10–12) | 12–13       |
|                        |       | [ Anm. 1 ] | [ Anm. 2 ] | [ Anm. 3 ]   | [ Anm. 4 ]  |

1. ↑  Angegeben sind die Maße des Typusexemplars.
2. ↑  Angegeben sind die Wertebereiche von vier Exemplaren aus Yulin.
3. ↑  Angegeben sind die Mittelwerte und Wertebereiche von vier Exemplaren.
4. ↑  Angegeben sind die Wertebereiche von vier Exemplaren.

### Fell und Farbe

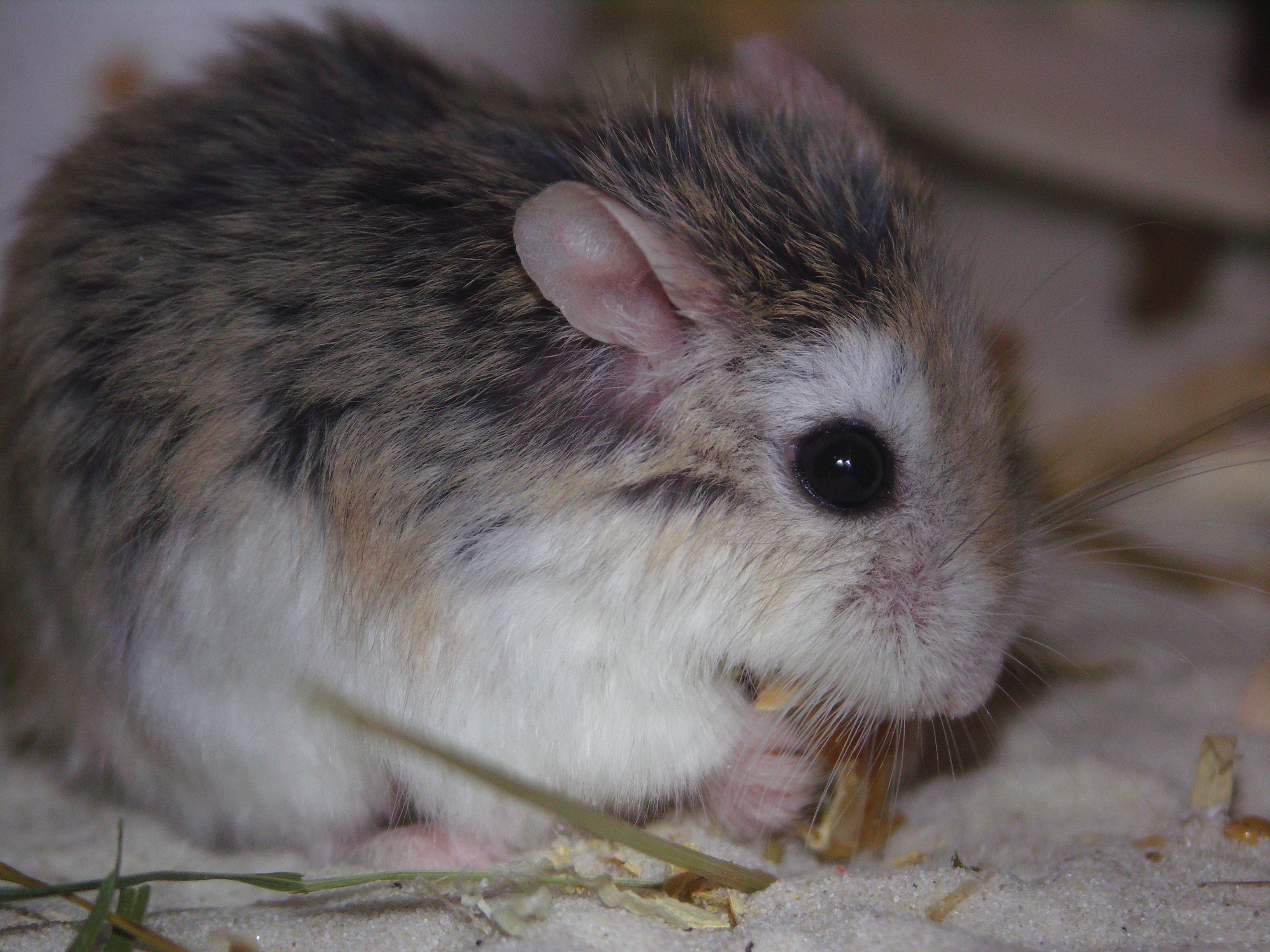
Alter Roborowski-Zwerghamster mit struppigem Fell

Das Fell des Roborowski-Zwerghamsters ist weich und fein. Die Haare der Oberseite sind etwa neun Millimeter lang.
Flint beschreibt die Oberseite der tuwinischen Population als fahlgelb mit rostfarbenem Schimmer, Satunin die der Population des Nan Shan als hellbraun und deren Körperseiten und Hinterteil als gelblich-hellbraun. Thomas gibt die Oberseite der Population Shaanxis als graubraun mit Tendenz zu beige bis hautfarben an, Allen und Sowerby beschreiben diese als hautfarben und Mori beschreibt die Oberseite der mandschurischen Population als grau. Das Unterfell ist in allen Fällen schiefergrau.
Während des Fellwechsels hat das Oberfell einen grauen Anflug.
Das Winterfell unterscheidet sich in Farbe, Volumen und Dichte nicht sichtbar vom Sommerfell.
Über jedem Auge befindet sich ein markanter weißer Fleck und am Ansatz jeder Ohrmuschel ein kleiner weißer Fleck. Die vordere Hälfte der Außenseite der Ohrmuscheln ist grau bis dunkelbraun, die hintere Hälfte und die Innenseite sind weiß. Der Übergang zwischen dem Fell der Oberseite und dem der Unterseite verläuft in drei Bögen über Schultern, Flanken und Hüften. Der Bereich der Schnurrhaare, die Mundgegend, die gesamte Unterseite, der Schwanz und die Gliedmaßen einschließlich der Sohlen sind mit einem dichten weißen Fell bedeckt. Bis auf einen kleinen unbehaarten Bereich an der Daumenwurzel
gilt dies ebenfalls für die zusammengewachsenen hinteren und äußeren Sohlenballen. Ein Aalstrich ist nicht vorhanden.
Die oberen Schnurrhaare sind schwarz, die unteren weiß.

### Schädel
Der zierliche Schädel des Roborowski-Zwerghamsters ist 20 bis 24 Millimeter lang. Das Zwischenscheitelbein hat die Form eines gleichschenkligen Dreiecks. Die Schnauze ist schlank, die Nasenbeine sind schmal und etwa acht Millimeter lang. Die Länge des Gaumens beträgt etwa elf Millimeter, die des Unterkiefers etwa 13 Millimeter.
Die Unteraugenlöcher des Roborowski-Zwerghamsters sind oval und ähneln denen der Mittelhamster.
Die vorderen Ränder der schmalen Jochbeinplatten sind eingebuchtet, jedoch weniger als bei den Mittelhamstern. Die Breite des Hirnschädels beträgt etwa zehn Millimeter. Die Hirnkapsel ist vorne breit und tief, hinten schmal und flach und von oben betrachtet rund. Mit etwa zwölfeinhalb Millimetern ist der Schädel über den Jochbögen am breitesten. Der Abstand zwischen den Augenhöhlen beträgt etwa vier Millimeter und die Breite über die Backenzähne etwa viereinhalb Millimeter. Die Fossae pterygoideae der Flügelfortsätze sind breit und flach. Die Schneidezahnlöcher sind relativ breit, mit weniger als vier Millimetern kürzer als die oberen Backenzahnreihen und reichen nicht bis zu diesen zurück. Die Paukenblasen sind verkleinert und abgeflacht mit röhrenförmigen, knöchernen Eustachi-Röhren.
| Maße in Millimetern               | Nan Shan                     | Shaanxi                                    | Mandschurei         |
| Größte Länge des Schädels         | 24,0                         | 22,8 (21,5–23,8)                           | 20                  |
| Weitere Schädellängen             |                              | 19,0 (17,3–19,8) (basal)                   | 18,5 (condylobasal) |
| Weitere Schädellängen             | 19,0 (basilar)               |                                            | 16 (basilar)        |
| Maße des Zwischenscheitelbeins    | 2,8 × 7,0                    |                                            |                     |
| Länge der Nasenbeine              | 9,0                          |                                            | 6,5                 |
| Länge des Gaumens                 |                              | 11,1 (10,5–11,6) (palatal)                 | 8,8 (palatilar)     |
| Länge des Unterkiefers            | 13,5 (condylar)              |                                            |                     |
| Breite des Hirnschädels           | 10,8 (über die Paukenblasen) | 10,1 (9,5–11,0) (über die Warzenfortsätze) | 11 (Hirnkapsel)     |
| Breite über die Jochbögen         | 14,0                         | 12,4 (11,6–13,1)                           | 11,5                |
| Abstand zwischen den Augenhöhlen  | 4,2                          |                                            | 3,6                 |
| Breite über die Backenzähne       |                              | 4,5 (4,4–4,6)                              |                     |
| Länge der Schneidezahnlöcher      | 3,8                          |                                            | 3,2                 |
| Länge der oberen Backenzahnreihe  | 3,8                          | 3,4 (3,1–3,7)                              | 3,3                 |
| Länge der unteren Backenzahnreihe | 4,0                          | (3,1–3,7)                                  |                     |
| Länge der zahnfreien Lücke        | 7,0                          |                                            | 5,7                 |
|                                   | [ Anm. 1 ]                   | [ Anm. 2 ]                                 | [ Anm. 3 ]          |

1. ↑  Angegeben sind die Maße des Typusexemplars.
2. ↑  Angegeben sind die Mittelwerte und Wertebereiche von zehn Exemplaren.
3. ↑  Angegeben sind die Maße eines jungen Männchens.

### Verdauungstrakt
| 1 | · | 0 | · | 0 | · | 3 | = 16 |
| 1 | · | 0 | · | 0 | · | 3 | = 16 |

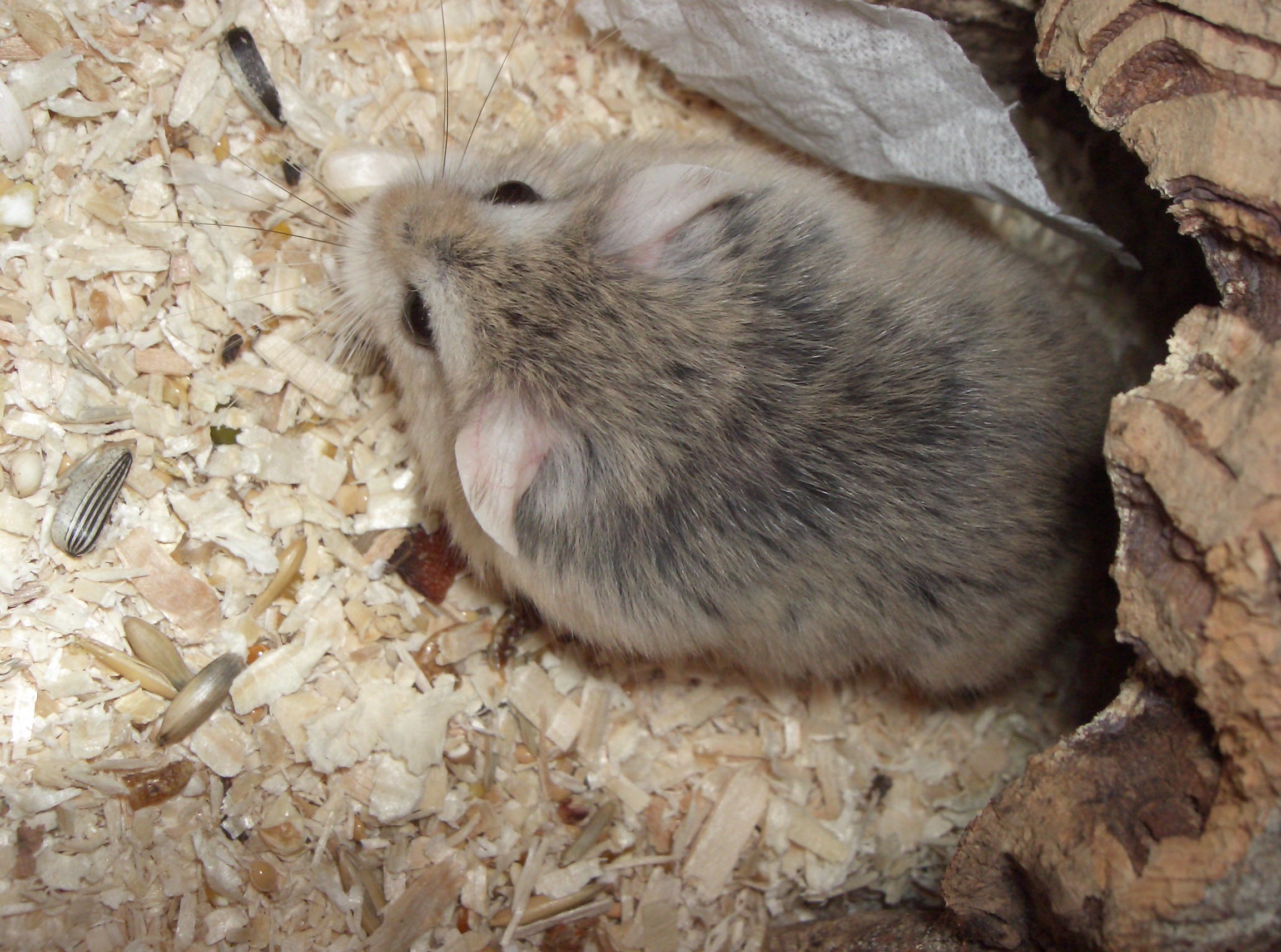
Gefüllt reichen die Backentaschen des Roborowski-Zwerghamsters bis hinter die Schultern.

Das für Hamster typische Gebiss des Roborowski-Zwerghamsters weist insgesamt 16 Zähne auf. In jeder Kieferhälfte befinden sich ein Nagezahn und drei Backenzähne. Die Backenzahnreihen sind durch eine etwa sechs Millimeter große zahnfreie Lücke von den Nagezähnen getrennt und etwa dreieinhalb Millimeter lang. Der dritte obere Backenzahn ist stark verkleinert und die Kaufläche der Backenzähne ist die einfachste aller Hamster. Die Höcker und Furchen der oberen und unteren Backenzähne liegen einander gegenüber und zwischen den Höckern befinden sich kleine von Zahnschmelz umgebene Gruben.
Der Magen des Roborowski-Zwerghamsters besteht wie der anderer Hamster aus einem verhornten Vormagen und einem drüsenhaltigen Hauptmagen. Das verhornte Epithelgewebe der Magenschleimhaut reicht bis zum Magenausgang im Hauptmagen. Pylorusdrüsen fehlen und die Grenzfalte beschränkt die Anzahl der Fundusdrüsen.

### Harn- und Geschlechtsorgane

Jahreszeitliche Entwicklung des Testosteronspiegels im Blutplasma männlicher Roborowski-Zwerghamster

Bei einer Umgebungstemperatur von 18 bis 20 Grad Celsius und einer relativen Luftfeuchtigkeit von etwa 60 Prozent stellten Sokolow und Meschtscherski beim Roborowski-Zwerghamster eine durchschnittliche osmotische Konzentration des Urins von 3417 Milliosmol je Liter fest. Die Wasserausscheidung über Haut und Lungen lag bei 4,04 Milligramm je Gramm Körpergewicht und Stunde. Wenn Wasser vorenthalten wurde, stieg die osmotische Konzentration auf 4278 Milliosmol je Liter und die Wasserausscheidung sank auf 2,40 Milligramm je Gramm Körpergewicht und Stunde.
Laut Meschtscherski und Klischin werden von 30 Mikrolitern je Gramm Körpergewicht zugeführtem Wasser 43 Prozent innerhalb von vier Stunden ausgeschieden. Nach dem Zuführen von Salzen werden lediglich 45 Prozent des überschüssigen Kalium- und Natriumchlorids ausgeschieden.
Der Eingang zur Vagina weiblicher Roborowski-Zwerghamster ist das ganze Jahr offen. Ebenso sind die Hoden der Männchen das ganze Jahr sichtbar. Deren durchschnittlicher Testosteronspiegel im Blutplasma ist im Sommer am höchsten. Laut Feoktistowa und Meschtscherski liegt er im Juni bei durchschnittlich 19,5 Nanogramm je Milliliter und sinkt bis Dezember auf 2,5 Nanogramm je Milliliter. Zu jeder Jahreszeit zeigen einzelne Hamster deutliche Abweichungen.

### Stoffwechsel
Bao und Mitarbeiter stellten beim Roborowski-Zwerghamster einen Ruhestoffwechsel von durchschnittlich 2,98 Millilitern molekularem Sauerstoff je Gramm Körpergewicht und Stunde fest. Die Umgebungstemperatur, bei der die Körpertemperatur ohne Energieaufwand konstant gehalten werden kann, die thermoneutrale Zone, geben sie mit 28 bis 34 Grad Celsius an.
Den durchschnittlichen zusätzlichen Stoffwechsel bei zitterfreier Wärmeproduktion ermittelten Bao und Mitarbeiter mit durchschnittlich 3,62 Millilitern molekularem Sauerstoff je Gramm Körpergewicht und Stunde im Juli und 9,71 Millilitern im Oktober.

### Körperwachstum

Entwicklung des Körpergewichts beim Roborowski-Zwerghamster nach der Geburt

Bei der Geburt beträgt das Körpergewicht des Roborowski-Zwerghamsters 1,0 bis 2,1 Gramm.
Das relative Wachstum ist unmittelbar danach am größten und nimmt gleichmäßig ab.
Flint und Golowkin geben das durchschnittliche Körpergewicht nach der Geburt mit 1,2 Gramm, nach einer Woche mit 4,3 Gramm, nach zwei Wochen mit 8,7 Gramm, nach drei Wochen mit 12,5 Gramm und nach vier Wochen mit 14,2 Gramm an.
Laut Ross und Cameron beträgt das durchschnittliche Körpergewicht bei der Geburt 1,24 Gramm, die durchschnittliche Gesamtlänge 29,6 Millimeter, die der Hinterpfoten 4,5 Millimeter und die des Schwanzes weniger als zwei Millimeter.
Nach vier Wochen werden 70 Prozent des Körpergewichts erwachsener Hamster erreicht, die Kopf-Rumpf-Länge erreicht 85 Prozent der entsprechenden Länge, die Länge der Hinterpfoten 97 Prozent, die des Schwanzes 100 Prozent und die der Ohrmuscheln 95 Prozent.
Beim erwachsenen Hamster beträgt das durchschnittliche Körpergewicht 18,1 Gramm, die Länge der Hinterpfoten 13,7 Millimeter, die des Schwanzes 10,2 Millimeter und die der Ohrmuscheln 13,4 Millimeter.

### Entwicklung der Körpermerkmale

Entwicklung der Körpermerkmale beim Roborowski-Zwerghamster nach der Geburt

Der Roborowski-Zwerghamster wird nackt, mit verschlossenen Augen und Ohren und miteinander verwachsenen Zehen geboren. Nach der Geburt ist die Haut rosig, nach drei Tagen ist sie auf dem Hinterrücken zart grau pigmentiert, nach vier Tagen auf der gesamten Oberseite. Nach fünf Tagen erscheinen an den Ohren dunkle Pigmentflecke. Die ersten Fellhaare erscheinen nach vier Tagen, die Kreuzgegend ist nach fünf Tagen behaart, der Rücken nach sechs Tagen und der Kopf nach sieben Tagen. Nach acht Tagen ist lediglich der Bauch nackt und nach neun Tagen ist der Körper vollständig behaart.
Die Schädelknochennähte sind bis zum vierten Tag nach der Geburt unter der Haut sichtbar, der Augenfleck bis zum elften Tag und die Eingeweide bis zum 14. Tag nach der Geburt. Die Zitzen der Weibchen sind nach sechs Tagen sichtbar und nach 18 Tagen von Fell bedeckt.
Die zunächst flauschigen Schnurrhaare entwickeln sich ein bis zwei Tage nach der Geburt, die Tasthaare über den Augen nach zehn Tagen. Die Augenlider entwickeln sich nach vier Tagen, der Lidspalt ist nach fünf Tagen deutlich erkennbar und nach 12 bis 13 Tagen öffnen sich die Augen. Die Ohrmuscheln bilden anfangs einen Höcker, nach zwei Tagen ist dieser deutlich erkennbar, nach drei Tagen lösen sich die Ränder der Ohrmuscheln von den Kopfseiten und nach vier Tagen stehen sie frei vom Kopf ab. Die ersten Furchen auf den Ohrmuscheln erscheinen nach acht Tagen. Der Gehörgang bildet sich fünf Tage nach der Geburt aus und öffnet sich nach zwölf Tagen. Die Schneidezähne klaffen nach der Geburt weit auseinander. Voll ausgebildet sind sie nach acht Tagen. Die Zehen der Vorderpfoten lösen sich nach fünf Tagen voneinander, die der Hinterpfoten nach sechs Tagen. Nach zehn Tagen sind die Zehen voll entwickelt.
Die Jungtiere verlassen das Nest erstmals nach 13 Tagen. Das Absetzen erfolgt 21 Tage nach der Geburt.

### Genetik
| 2n = 34 |
| nf = 59 |

Länge der Chromosomen männlicher Roborowski-Zwerghamster

Die 34 Chromosomen des doppelten Chromosomensatzes unterteilen sich beim Roborowski-Zwerghamster in 16 Autosomenpaare sowie ein Paar Geschlechts-Chromosomen. Die durchschnittliche Gesamtlänge des Karyotyps beträgt 193,8 Mikrometer und die einzelnen Chromosomen sind etwa 1,8 bis 25,5 Mikrometer lang. Drei Autosomen sind länger als 20 Mikrometer, sechs sind 10 bis 20 Mikrometer lang und sieben sind kürzer als 10 Mikrometer.
Laut Spyropoulos und Mitarbeitern sind von den neun längeren Autosomen sechs metazentrisch und drei submetazentrisch sowie von den sieben kürzeren Autosomen vier metazentrisch, zwei akrozentrisch und eins telozentrisch.
Romanenko und Mitarbeiter geben die Anzahl der Autosomenarme dagegen mit 56 an.
Laut Schmid und Mitarbeitern ist das X-Chromosom submetazentrisch, das Y-Chromosom akrozentrisch und die Anzahl der Chromosomenarme beträgt 59. Unter den Kurzschwanz-Zwerghamstern weist der Roborowski-Zwerghamster damit den ursprünglichsten Karyotyp auf,
der sich lediglich durch drei Chromosomenverschmelzungen vom ursprünglichen Karyotyp unterscheidet.
Das X-Chromosom macht 6,7 Prozent der Karyotyplänge des einfachen Chromosomensatzes während der Metaphase der Kernteilung
sowie 6,3 Prozent der Länge des synaptonemalen Karyotyps aus. Der kurze Arm des X-Chromosoms bildet ein Paar mit dem langen Arm des Y-Chromosoms und die Spindelfaseransatzstellen der beiden Geschlechts-Chromosomen sind nicht aneinander ausgerichtet. Die Länge der Paarung beträgt durchschnittlich 5,2 Mikrometer oder 39 Prozent des X-Chromosoms und 75 Prozent des Y-Chromosoms. Sie variiert zwischen 12 und 50 Prozent beim X-Chromosom sowie zwischen 24 und 95 Prozent beim Y-Chromosom.
DNA-Sequenzen mit hohem GC-Gehalt bilden das konstitutive Heterochromatin des X-Chromosoms sowie der Autosomen 9, 11, 13 und 14. Laut Schmid und Mitarbeitern sind die langen Arme der Chromosomen 12 und 14 nahe der Spindelfaseransatzstellen mit Nukleolus-Organisator-Regionen verbunden,
laut Spyropoulos und Mitarbeitern dagegen die kurzen Arme der Chromosomen 14 und 15. In 87 Prozent von 69 untersuchten Zellen fanden Spyropoulos und Mitarbeiter mindestens ein meist rundes dichtes Körperchen, das bei 71 Prozent der Zellen eng mit dem Geschlechts-Chromosomen-Paar verbunden war. In zehn Prozent der Zellen stellten sie zwei unterschiedlich große dichte Körperchen fest, die beiderseits des langen Arms des X-Chromosoms lagen.

## Lebensweise

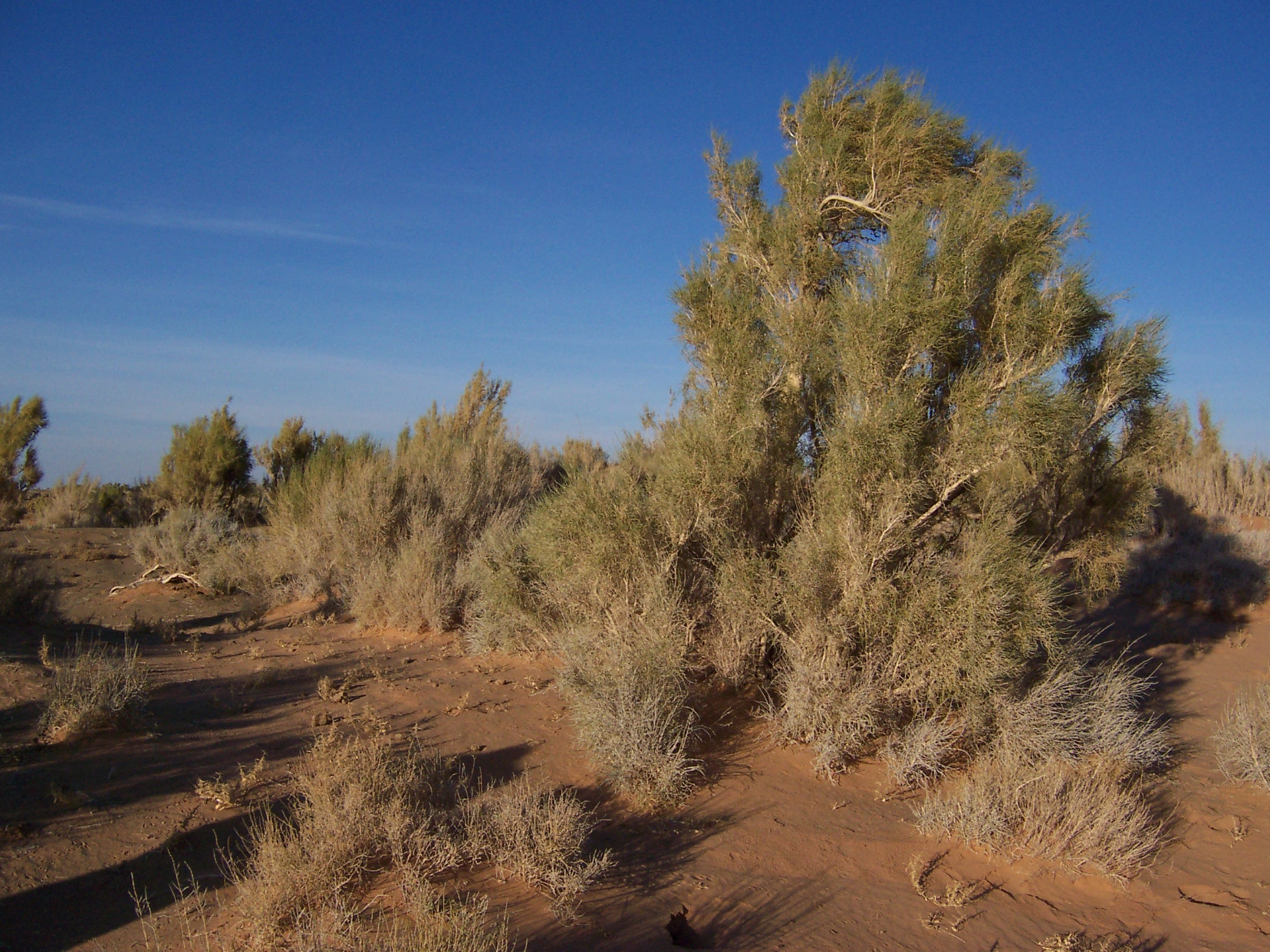
Der Roborowski-Zwerghamster findet sich in der Nähe von Saxaul und anderen Wüstenpflanzen.

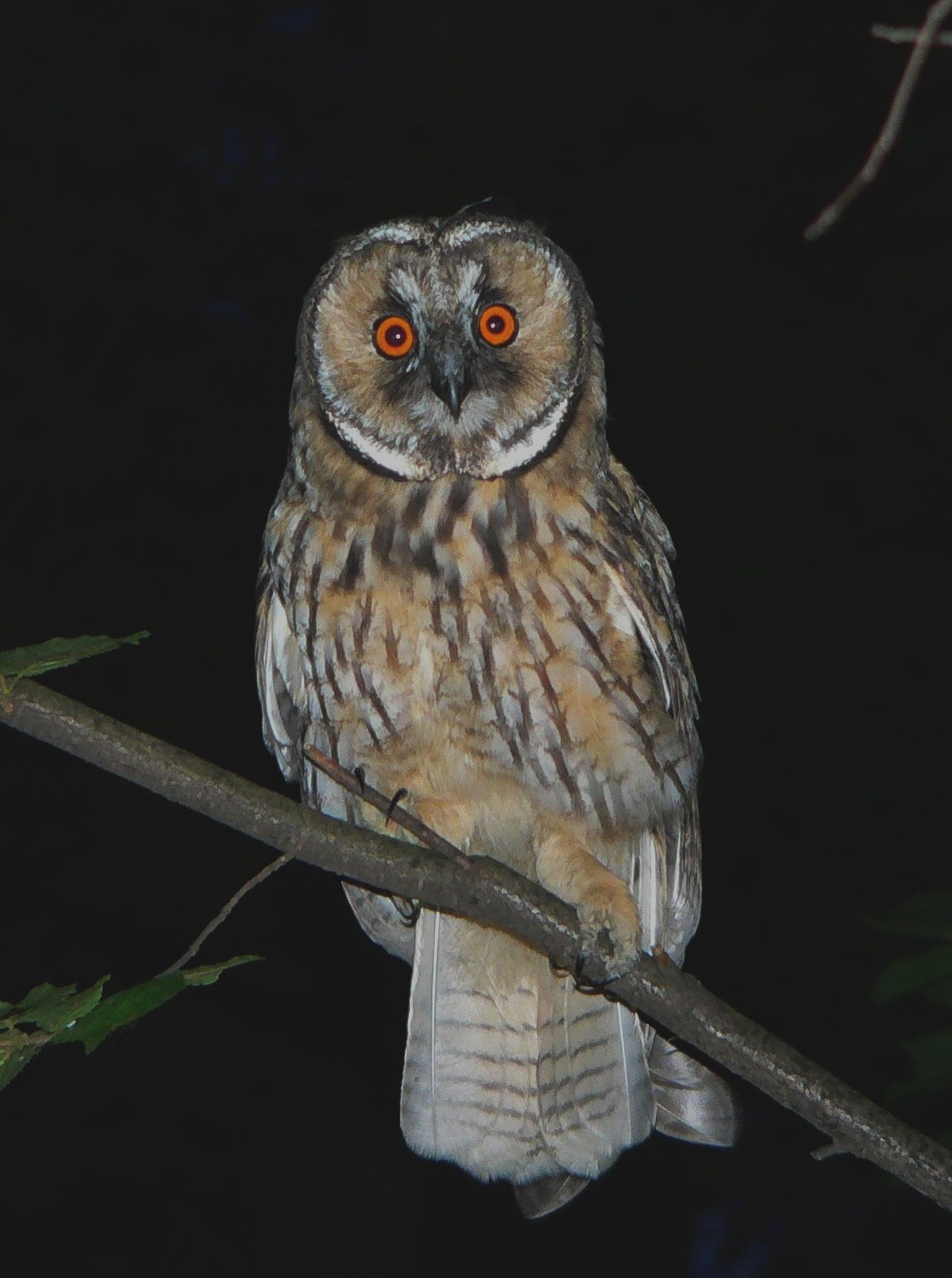
Im Nordwesten Chinas ist der Roborowski-Zwerghamster ein häufiges Beutetier der Waldohreule.

Körpergewicht und tägliche Nahrungsaufnahme des Roborowski-Zwerghamsters

### Lebensraum
Über die Lebensweise des Roborowski-Zwerghamsters ist wenig bekannt.
Sein Lebensraum sind Sandgebiete mit spärlichem Pflanzenbewuchs. Außerhalb dieser kommt der ausgesprochen sandliebende Hamster nicht vor. Er bewohnt wandernde Sicheldünen, schwach befestigte Sande sowie halbfeste Buckelsande und fehlt lediglich dort, wo der Sand mit einem festen Pflanzenbewuchs überzogen ist, sowie in den häufig in Sandgebieten vorkommenden Salztonebenen. Flint nimmt an, dass er im südlichen Teil seines Verbreitungsgebiets bewegliche Sande bevorzugt, im nördlichen Teil dagegen schwach und halb befestigte.
Die Art des Pflanzenbewuchses hat für den Roborowski-Zwerghamster keine wesentliche Bedeutung. In Tuwa findet er sich in der Nähe von Erbsenstrauch, Sand-Segge und Reitgras.
Am Tere-Chol in Tuwa bewohnt er vereinzelte, 20 bis 30 Meter hohe Sicheldünen, die auf der windabgewandten Seite mit Wermutkraut und anderen Wüstenpflanzen bewachsen sind.
In der Mongolei wurde er in der Nähe von Pappeln, Saxaul, Erbsenstrauch, Meerträubel, Zygophyllum, Salpeterstrauch, Lasiogrostis und Tamariscus gefunden.

### Populationsdichte und Fressfeinde
Die Populationsdichte des Roborowski-Zwerghamsters in der Mongolei,
in Kasachstan und in Tuwa ist gering.
Je nach Jahr und Jahreszeit stellten Judin und Mitarbeiter einen Anteil von 0,7 bis 4,4 Prozent an den in Tuwa gefangenen Säugetieren fest.
Zwischen 1921 und 1930 wurden während der Central Asiatic Expeditions des American Museum of Natural History lediglich je ein bis drei Exemplare am Zagaan Nuur, um Bajandsag, am Kholobolchi Nuur sowie am östlichen Ende des Lan Shan in der Gobi gefangen.
Während der sechs Kaszab-Expeditionen von 1963 bis 1968 wurden in der Mongolei lediglich drei Exemplare gesammelt.
Im südlichen Teil seines Verbreitungsgebiets ist er dagegen zahlreicher.
In den Sandhügeln um Yulin in Shaanxi und in den Sanddünen der Ordos-Ebene ist er häufig anzutreffen.
Über Fressfeinde des Roborowski-Zwerghamsters ist wenig bekannt.
In der Minqin-Wüste im Nordwesten Chinas ist er das dritthäufigste Beutetier der Waldohreule.

### Ernährung
Der Roborowski-Zwerghamster ernährt sich hauptsächlich von Pflanzensamen. In Tuwa stehen die Samen von Sand-Steinkraut, Erbsenstrauch, Salpeterstrauch, Dracocephalum peregrinum, Tragant sowie Seggen im Sommer an erster Stelle. Vegetative Pflanzenteile sind ohne Bedeutung.
In Shaanxi ist er für das Einlagern von Hirsesamen bekannt.
In der Hunshandake-Wüstensteppe der Inneren Mongolei ernährt er sich einen Großteil des Jahres von den Samen von Agriophyllum squarrosum, Corispermum chinganicum und Psammochloa villosa, des Erbsenstrauches Caragana microphylla, der Grünen Borstenhirse, des Hopfenklees sowie von Melissitus ruthenicus. Zeitweise gehören die Samen der Weide Salix gordejevii, des Erbsenstrauches Caragana stenophylla pojark, des Süßklees Hedysarum laeve, des Spargels Asparagus daurius, des Vogelknöterichs Polygonum divaricatum und des Salzkrautes Salsola collina zum Nahrungsspektrum. Pflanzensamen machen in der Hunshandake-Wüstensteppe über 85 Prozent seiner Nahrung aus. Daneben ernährt er sich von Blättern, Stängeln sowie Insekten.
In der Mongolei gehören ebenfalls Insekten wie Käfer, Ohrwürmer und Heuschrecken zu seiner Nahrung. Laut Formosow deuten die Vorräte einiger Baue auf eine fast nur aus Insekten bestehende Ernährungsweise hin.
Laut Bannikow machen Insekten etwa die Hälfte der Backentascheninhalte aus.
Auch der Verzehr von Schnecken wurde berichtet.
In Tuwa ist der Anteil tierischer Nahrung gering. So stellten Flint und Golowkin 1958 und 1959 bei 100 Prozent der mit gefüllten Backentaschen gefangenen Hamster pflanzliche Nahrung fest, tierische Nahrung dagegen 1958 lediglich bei 23 Prozent und 1959 bei 32 Prozent der Hamster.
Die tägliche Nahrungsaufnahme des Roborowski-Zwerghamsters hängt in hohem Maße von seinem Körpergewicht ab. Jungtiere nehmen im Verhältnis zum Körpergewicht mehr Nahrung auf als erwachsene Hamster. Basierend auf seiner Populationsstruktur berechneten Wan und Mitarbeiter eine durchschnittliche Nahrungsaufnahme von etwa zwei Gramm Pflanzensamen je Tag. Die funktionale Beziehung zwischen der täglichen Nahrungsaufnahme (N) und dem Körpergewicht (M) geben sie mit {\displaystyle N=(1{,}422\cdot \ln(M/{\text{Gramm}})-1{,}780){\text{ Gramm}}} an.
Jungtiere, heranwachsende und erwachsene Hamster lagern Nahrung gleichermaßen in ihren Bauen ein.

### Bau und Aktivität

Bau des Roborowski-Zwerghamsters: 1) Röhre mit Nestkammer, 2) Röhre mit Verzweigung, 3) Röhre mit zwei Nestkammern

Häufig bewohnt der Roborowski-Zwerghamster die Baue anderer Nagetiere und Hasenartiger wie die des Mongolischen Pferdespringers, des Langschwanzziesels und des Daurischen Pfeifhasen. Sein selbstgegrabener Bau besteht aus einer fast geraden, 50 bis 150 Zentimeter in eine Düne hineinreichenden Röhre, die sich zu einer Nestkammer erweitert. Der Eingang des Baus wird meist durch verwehenden und herabrieselnden Sand verschüttet und lediglich der durch festere und feuchte Sandschichten verlaufende nestnahe Teil bleibt erhalten. Das kugelförmige Nest besteht gewöhnlich aus zerkleinerter Wolle des Trampeltiers
oder des Hausschafs.
Gelegentlich enthält der Bau eine Verzweigung oder eine zweite Nestkammer.
Die Aktivität des Roborowski-Zwerghamsters unterliegt tages- und jahresrhythmischen Zyklen. Er ist hauptsächlich in der Dämmerung unterwegs, der Höhepunkt der Aktivität liegt zwischen 21 und 22 Uhr. Die tägliche Aktivitätszeit ist mit durchschnittlich fünf Stunden im November am längsten und fällt im Februar und März unter zehn Minuten.
Laut Feoktistowa und Meschtscherski hält er keinen Winterschlaf, fällt selbst bei Temperaturen um minus 38 Grad Celsius nicht in Kältestarre und ist noch bei täglichen Tiefsttemperaturen unter minus 40 Grad Celsius zeitweise aktiv.
Dennoch verbringt er die kälteste Zeit des Jahres vermutlich überwiegend in seinem Bau und ernährt sich von seinen Vorräten.
Laut Sokolow und Orlow ist er dagegen im Winter inaktiv und hält Winterschlaf.

### Fortpflanzung

Jahreszeitliche Entwicklung der Anzahl der Würfe beim Roborowski-Zwerghamster

Jahreszeitliche Entwicklung der Anzahl der Jungtiere je Wurf beim Roborowski-Zwerghamster

Laut Flint umfasst die Fortpflanzungsperiode des Roborowski-Zwerghamsters in Tuwa die Monate April bis September.
In dieser Zeit bringen die Weibchen drei bis vier Würfe zur Welt.
Laut Feoktistowa und Meschtscherski beginnen sie bereits im späten Februar bis frühen März zu werfen. Die Anzahl der Würfe je 100 Paare erreicht im April mit 24 Würfen den ersten Höhepunkt und geht im Mai leicht zurück. Am höchsten ist sie mit 29 Würfen im Juni und 26 Würfen im Juli. Im September nimmt die Anzahl der Würfe stark ab und geht im Herbst und frühen Winter auf ein bis vier Würfe je 100 Paaren zurück, mit vier Würfen im September, zwei Würfen im Oktober, einem Wurf im November, drei Würfen im Dezember und fünf Würfen im Januar.
Laut Hou und Mitarbeitern umfasst die Fortpflanzungsperiode in der Inneren Mongolei die Monate Februar bis Oktober bei Männchen und März bis Oktober bei Weibchen.
Die Tragzeit beträgt 20 bis 22 Tage.
Ross und Cameron stellten bei drei aufeinander folgenden Würfen eine Verringerung des Zeitraums von der Bildung des ersten Vaginalpropfs nach der Paarung bis zur Geburt der ersten Jungtiere von 22,5 Tagen auf 20,5 Tage und 19,2 Tage fest.
Flint gibt die Anzahl der Embryonen in der Gebärmutter weiblicher Roborowski-Zwerghamster mit durchschnittlich sechs an. Bei 13 gefangenen Weibchen stellt er je einmal drei und vier, zweimal fünf, viermal sechs, einmal sieben sowie je zweimal acht und neun Embryonen fest. Die tatsächliche Anzahl der Jungtiere je Wurf kann aufgrund von Resorption etwas geringer sein.
Laut Feoktistowa und Meschtscherski ist sie im Februar mit über fünf Jungtieren je Wurf am höchsten. Im Frühling und Sommer ist sie relativ stabil und beträgt im April 3,5 Jungtiere, im Juni 3,9 Jungtiere und im Juli 3,6 Jungtiere je Wurf.
Die durchschnittliche Wurfgröße beträgt 4,5 Jungtiere.
Hou und Mitarbeiter geben die Anzahl der Embryonen mit durchschnittlich 6,22 an.

### Geschlechtsreife
Die Geschlechtsreife erreicht der Roborowski-Zwerghamster mit 14 bis 24 Tagen. Durchschnittlich sind es 19 Tage.
Laut Feoktistowa und Meschtscherski beginnen die Männchen nach zwei Monaten sich fortzupflanzen, die Weibchen nach zweieinhalb Monaten oder früher, so dass im Sommer ältere und jüngere Hamster zum Populationswachstum beitragen und in dieser Zeit der überwiegende Beitrag zum Wachstum liegt.
Laut Hou und Mitarbeitern steigt die Fortpflanzungsstärke bei Männchen und Weibchen mit dem Alter an.
Flint und Golowkin stellten ebenfalls fest, dass bereits junge Weibchen eine wesentliche Bedeutung bei der Fortpflanzung haben. Sie verteilten die gefangenen Weibchen auf drei Gewichtsgruppen und ermittelten den Anteil der trächtigen oder befruchteten Weibchen mit 50 Prozent bei der leichten Gewichtsgruppe, 68 Prozent bei der mittleren und 73 Prozent bei der schweren Gewichtsgruppe.
Laut Hamann pflanzen sich dagegen selbst im Februar geborene Hamster nicht vor dem folgenden Jahr fort, wenn sie bereits mindestens zwölf Monate alt sind.
In menschlicher Obhut setzt die Geschlechtsreife etwas später ein als in der Natur.
Unter Laborbedingungen wird der Roborowski-Zwerghamster erst mit viereinhalb Monaten sexuell aktiv,
in der Heimtierhaltung häufig mit drei bis vier Monaten, teilweise jedoch erst mit zehn Monaten.

### Lebenserwartung und Geschlechtsverhältnis
Das rapide Altern und die hohe Sterberate erwachsener Roborowski-Zwerghamster nach der Fortpflanzungsperiode veranlassen Hamann anzunehmen, dass lediglich während des Frühlings und Sommers geborene Hamster die harten Winter überleben.
Feoktistowa und Meschtscherski stießen in Tuwa im Juli hauptsächlich auf erwachsene Hamster, im August überwogen bereits die Hamster aus dem laufenden Jahr. Während die Lebenserwartung in der Natur geringer ist, kann sie in menschlicher Obhut eineinhalb Jahre übersteigen.
Laut Feoktistowa und Meschtscherski variiert das Geschlechtsverhältnis zwischen männlichen und weiblichen Neugeborenen im Jahr zwischen 1 zu 1 und 1 zu 1,3. Es weicht dabei nicht signifikant vom Verhältnis 1 zu 1 ab.
Laut Hou und Mitarbeitern beträgt das Verhältnis zwischen erwachsenen Männchen und Weibchen in der Inneren Mongolei nahezu 1 zu 1,2.

## Verhalten
Über das Verhalten des Roborowski-Zwerghamsters ist wenig bekannt.
Er ist ein lebhafter, flinker und wendiger Hamster, der sich mit kurzen, ruckartigen, fast nervösen Sprüngen
sowie im Schritt fortbewegt. Seine vielschleifigen Pfade verlaufen von einem Grasbüschel zum anderen und lösen sich dort in zahlreiche Einzelspuren auf.
Sowerby beschreibt ihn als sanftmütig, von Natur aus zahm und leicht zu halten. Er sei weder versucht zu beißen noch weg zu laufen, sei überaus reinlich und putze sich häufig und sorgfältig. Seine Backentaschen fülle er bis zum Bersten mit Samen und leere diese, wenn er gestört wird, durch Drücken mit den Vorderpfoten.
Laut Ross und Cameron wird er dagegen niemals zahm und scheut den Kontakt mit Menschen, selbst wenn er von Geburt an damit aufgewachsen ist. Wird er hochgehoben, versuche er zu entkommen oder zu beißen, insbesondere im Alter von über 21 Tagen.

### Markierverhalten

Durchschnittliche Dauer, die männliche Roborowski-Zwerghamster an den Ausscheidungen von Artgenossen schnuppern

Das Interesse des Roborowski-Zwerghamsters an den Ausscheidungen von Artgenossen variiert während des Jahres. Urin ist dabei für das andere Geschlecht am anziehendsten. Männchen schnuppern zu allen Jahreszeiten länger am Urin des anderen Geschlechts, Weibchen dagegen lediglich im Frühling und im Sommer. Beim Markieren des Reviers scheint das Sekret der Bauchdrüse von größerer Bedeutung zu sein. Außer im Winter schnuppern Männchen und Weibchen zu allen Jahreszeiten länger am Sekret männlicher Artgenossen. Kot ist dagegen weder bei der zwischengeschlechtlichen noch der territorialen Kommunikation bestimmend. Dennoch ist das Interesse am Kot bei beiden Geschlechtern besonders im Sommer groß.

### Verhaltensentwicklung
Bereits vor dem Öffnen der Augen gehören das Schubsen von Geschwistern, das Krabbeln über und das Drängeln zwischen diese sowie das Verbergen unter Geschwistern zum Sozialverhalten des Roborowski-Zwerghamsters. Gegenseitige Körperpflege betreiben die Jungtiere erstmals zwölf Tage nach der Geburt. Nach 13 Tagen, wenn die Augen geöffnet sind, nähern sie sich gezielt einander und schnuppern aneinander. Mit den Vorderpfoten zu boxen beginnen sie nach 14 Tagen. An der Nase von Geschwistern schnuppern sie nach 15 Tagen. Ebenfalls nach 15 Tagen beginnen sie andere Jungtiere zu jagen, nach 16 Tagen umzustoßen und nach 20 Tagen zu beißen und zu bespringen.
Nach zwei Tagen gehören das Kratzen des Körpers, der Ellenbogen und der Schultern mit den Hinterpfoten zum Komfortverhalten des Roborowski-Zwerghamsters, nach sechs Tagen das Kratzen des Kopfes. Ebenfalls nach sechs Tagen beginnen die Jungtiere ihr Gesicht mit den Vorderpfoten zu putzen. Nach acht Tagen lecken sie die Vorderpfoten mit der Zunge, nach zehn Tagen die Hinterpfoten. Den Kopf schütteln sie erstmals nach zwölf Tagen, den Körper nach 14 Tagen. Ebenfalls nach 14 Tagen beginnen sie den Kopf mit den Vorderpfoten zu putzen und führen eine Putzbewegung aus, bei der sie erst die Vorderpfoten und danach den Kopf putzen und anschließend die Hinterpfoten lecken. Das Fell kämmen sie erstmals nach 16 Tagen mit den Vorderpfoten. Ebenfalls nach 16 Tagen beginnen sie die Körperseiten zu lecken und nach 18 Tagen den Bauch, die Ellenbogen und die Schultern.
Die Fortbewegung im Nest beschränkt sich zunächst auf das Winden des Körpers und das Hinwegziehen über Geschwister mit den Vorderpfoten. Zu krabbeln beginnen die Jungtiere nach sieben bis neun Tagen. Das Nest verlassen sie erst, wenn die Augen geöffnet sind und die Entwicklung zum Zehengänger abgeschlossen ist. Heranwachsende Jungtiere bewegen sich zunehmend lebhafter fort. Auf dem Hinterteil hüpfen sie nie.
Nach 10 Tagen sind die Jungtiere des Roborowski-Zwerghamsters in der Lage abwechselnd mit den Vorderpfoten zu graben, nach 18 Tagen wird Graben zu einem wichtigen Teil des Verhaltens. Alle Jungtiere graben gemeinsam an einer Stelle. Die oberen drücken dabei die unteren weg, die ihrerseits wieder nach oben klettern. Bis zu 30 Minuten am Stück werden auf diese Weise verbracht.
Zehn Tage nach der Geburt beginnen die Jungtiere an Nahrung zu schnuppern, zu nagen und zu kauen. Nach 13 Tagen beginnen sie Nahrung in die Backentaschen zu stopfen und zu transportieren. Wasser trinken sie erstmals nach 17 Tagen.
Nach acht Tagen beginnt das Erkundungsverhalten des Roborowski-Zwerghamsters mit dem gezielten Schnuppern an Gegenständen. Die Jungtiere schnuppern selten in aufrechter Stellung, sondern halten an, heben den Kopf sowie eine Vorderpfote und schnuppern, wobei sich die Schnurrhaare bewegen. Dabei oder danach werfen sie den Kopf zurück und heben die zweite Vorderpfote vom Boden. Das Gleichgewicht halten sie durch eine tretende Bewegung der beiden Vorderpfoten kurz bevor sie die zweite Pfote anheben. Aufrecht verharren sie für weniger als eine Sekunde.
Der Anteil der Fortbewegung am Verhalten nimmt nach 21 Tagen zu, Sozialverhalten und Graben bleiben jedoch wichtige Bestandteile des Verhaltens.

Verhaltensentwicklung des Roborowski-Zwerghamsters nach der Geburt
Sozialverhalten
Komfortverhalten
Ernährungsverhalten

## Verbreitung und Systematik

### Verbreitung und Bestand

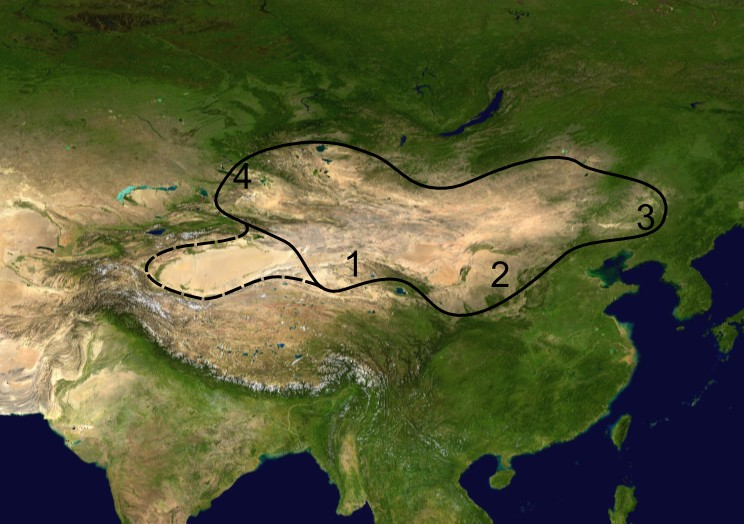
Verbreitungsgebiet des Roborowski-Zwerghamsters und Typusfundorte von 1) Cricetulus roborovskii, 2) Cricetulus bedfordiae, 3) Phodopus praedilectus und 4) Phodopus przewalskii

Das Verbreitungsgebiet des Roborowski-Zwerghamsters sind die Wüstensteppe Gobi und angrenzende Wüstenregionen des nördlichen Chinas, der westlichen und südlichen Mongolei, des Süden Tuwas sowie des Saissan-Beckens im Osten Kasachstans.
Dort kommt er in Höhen von 1200 bis 1450 Metern vor.
Fossilfunde sind nicht bekannt.
In China reicht sein Verbreitungsgebiet von der Dsungarei im nordwestlichen Xinjiang, über das nördliche Gansu und Qinghai, Ningxia, das nördliche Shaanxi und Shanxi sowie die Innere Mongolei bis zum Westen Liaonings und Jilins sowie dem Südwesten Heilongjiangs in der Mandschurei.
Laut Pantelejew ist er ebenfalls im Tarim-Becken in Xinjiang verbreitet.
Die Weltnaturschutzunion IUCN stuft den Roborowski-Zwerghamster als nicht gefährdet ein.

### Sympatrien
Im Norden und Osten überschneidet sich das Verbreitungsgebiet des Roborowski-Zwerghamsters mit dem des Campbell-Zwerghamsters, der jedoch feste Untergründe bewohnt.
Im Nordwesten kommt er gemeinsam mit dem Campbell-Zwerghamster, dem Daurischen Zwerghamster, dem Langschwanz-Zwerghamster und dem Mongolischen Zwerghamster vor. Die Ernährung dieser Arten ist hinreichend verschieden, um eine Konkurrenzsituation zu vermeiden.
Im Nan Shan und der südlichen Gobi überschneidet sich sein Verbreitungsgebiet mit dem des Langschwanz-Zwerghamsters. Daneben kommen in diesem Gebiet weitere Nagetiere und Hasenartige wie der Daurische Pfeifhase sowie die Pfeifhasen Ochotona erythrotis und Ochotona thibetana, das Japanische Riesengleithörnchen, das Steppenmurmeltier, die Raufuß-Springmaus, die Mittagsrennratte, die Hausmaus, die Sumpfmaus sowie Blindmulle vor.
Die Sandgebiete der östlichen Steppenregion von Meng-Xin in Liaoning bewohnen neben dem Roborowski-Zwerghamster der Daurische Zwerghamster, die Raufuß-Springmaus, der Mongolische Pferdespringer und der Daurische Ziesel.

### Systematik
Der Roborowski-Zwerghamster ist eine Art der Kurzschwanz-Zwerghamster. Bis zu vier Unterarten können unterschieden werden:
- Phodopus roborovskii roborovskii (Satunin, 1903) im Nan Shan,
- Phodopus roborovskii bedfordiae (Thomas, 1908) in Shaanxi und der angrenzenden Mongolei,
- Phodopus roborovskii praedilectus Mori, 1930 in der Mandschurei sowie
- Phodopus roborovskii przewalskii Vorontsov & Kryukova, 1969 in Kasachstan.

Allen (1940) betrachtet Phodopus bedfordiae als eigenständige Art, Corbet (1978), Ellerman (1941), Ellerman und Morrison-Scott (1951), Musser und Carleton (1993, 2005), Pawlinow und Rossolimo (1987) sowie Pawlinow und Mitarbeiter (1995) ordnen bedfordiae dagegen Phodopus roborovskii zu.
Walker (1975) führt bedfordiae als Unterart von Phodopus roborovskii.
Den Status von przewalskii erörtern Corbet (1978) sowie Pawlinow und Rossolimo (1987).
Laut Rossolimo und Wang (1982) handelt es sich dabei möglicherweise um eine eigenständige Art.

### Nomenklatur

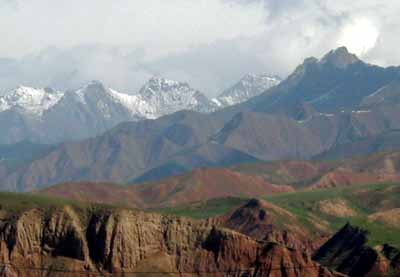
Im Nan Shan befindet sich der Typusfundort des Roborowski-Zwerghamsters.

Das Typusexemplar des Roborowski-Zwerghamsters ist ein einzelnes, in Flüssigkeit konserviertes, junges, erwachsenes Weibchen. Dieses fingen Wsewolod Iwanowitsch Roborowski und Pjotr Kusmitsch Koslow im Juli 1894 auf ihrer Expedition in den Nan Shan
am Oberlauf des Dang im nördlichen Gansu (39° 0′ N, 96° 0′ O). Konstantin Alexejewitsch Satunin beschrieb das Typusexemplar 1903 als Cricetulus roborovskii und stellte den Roborowski-Zwerghamster somit in die Gattung Cricetulus.
Am Rand der Ordos-Ebene bei Yulin in Shaanxi (38° 17′ N, 109° 45′ O) entdeckten Arthur de Carle Sowerby und Malcolm Playfair Anderson 1908 eine weitere Population. Benannt nach Mary Russell, Duchess of Bedford, beschrieb Oldfield Thomas diese im gleichen Jahr als Cricetulus bedfordiae.
Er nahm an, dass die beiden Formen unterschiedliche Körperproportionen besitzen, schloss jedoch eine fehlerhafte Vermessung durch Satunin nicht aus.
Weitere Exemplare stammen vom Zagaan Nuur (44° 55′ N, 111° 8′ O) sowie 160 Kilometer südöstlich vom Sain Ussu in der Mongolei und erweitern damit das bekannte Verbreitungsgebiet dieser Population beträchtlich.
1910 stellte Gerrit Smith Miller Cricetulus bedfordiae als Typusart in die neue Gattung Phodopus.
1933 ordnete A. I. Argiropulo Cricetulus roborovskii ebenfalls dieser Gattung zu.
Er hielt beide Formen für identisch, empfahl jedoch weitere Untersuchungen um taxonomische Unterschiede festzustellen.
Die Population bei Shuangliao in Jilin (43° 30′ N, 123° 30′ O) in der zentralen Mandschurei beschrieb Tamezō Mori 1930 als Phodopus praedilectus.
Benannt nach dem Forschungsreisenden Nikolai Michailowitsch Prschewalski beschrieben Nikolai Nikolajewitsch Woronzow und J. P. Krjukowa 1969 die Population in den Sanden östlich des Saissan-Beckens zwischen Ul’kekaratal und Akzhon am linken Ufer des Schwarzen Irtysch in Kasachstan (47° 38′ N, 85° 15′ O) aufgrund ihres Karyotyps als Phodopus przewalksii.
Ross gibt den Namen mit przhewalskii an.

## Roborowski-Zwerghamster und Mensch

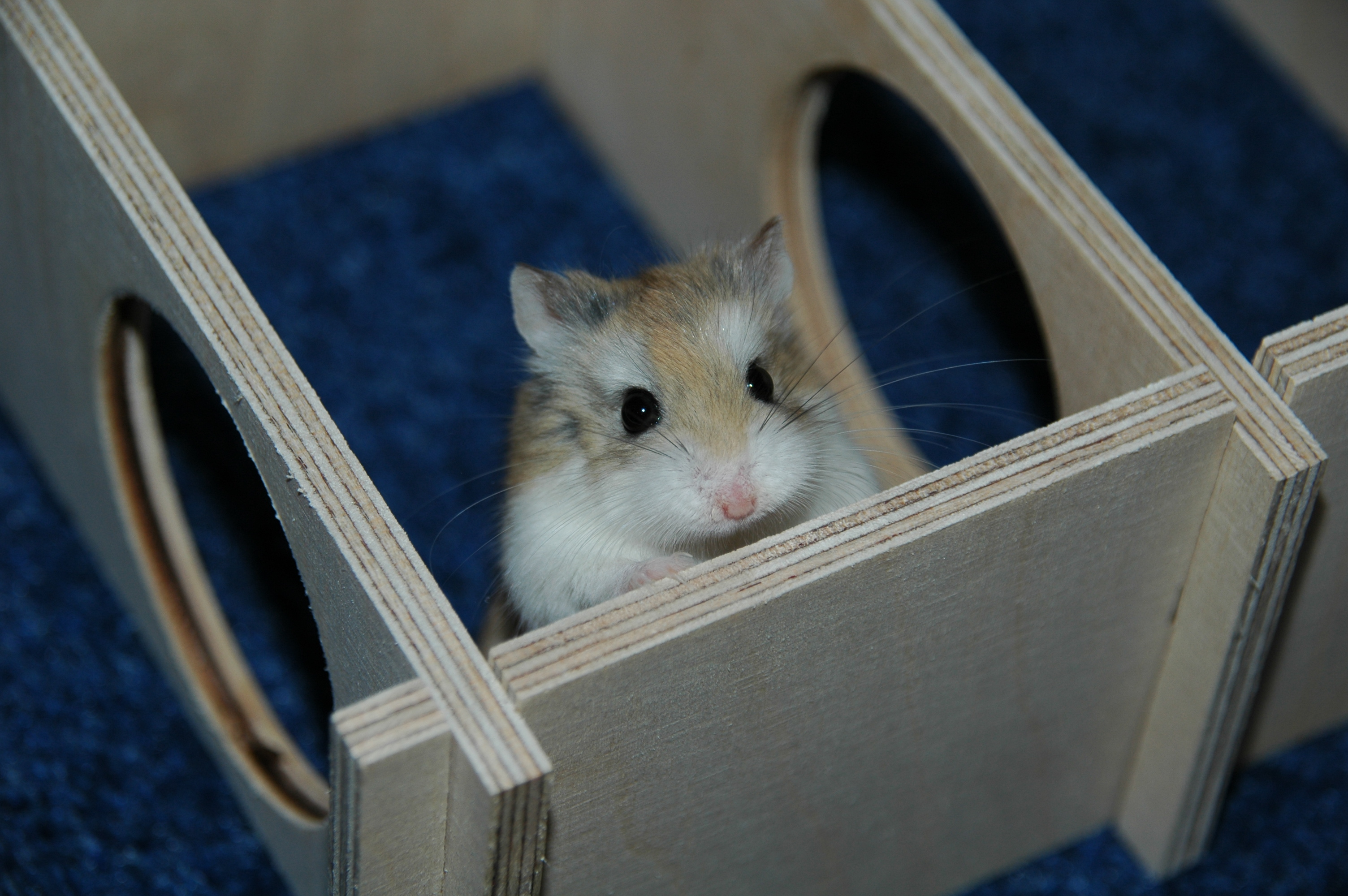
Der Roborowski-Zwerghamster wird zunehmend als Heimtier gehalten.

Der Roborowski-Zwerghamster bewohnt Gebiete, die weit von menschlichen Ansiedlungen entfernt liegen und gewöhnlich von der Einwirkung des Menschen unberührt bleiben.
In den ersten 60 Jahren nach der Erstbeschreibung wurde er kaum erwähnt. Bei einer in den frühen 1960er Jahren im Londoner Zoo begründeten Kolonie misslang die Nachzucht.
Die Kolonie im Moskauer Zoo in den 1970er Jahren bestand ebenfalls nur eine vergleichsweise kurze Zeit.
In Deutschland wurde er durch den Tierpark Berlin-Friedrichsfelde eingeführt.
Der Roborowski-Zwerghamster wird nicht als Versuchstier gehalten.
1994 wurde bei ihm jedoch die erste spontane Mageninfektion durch Kryptosporidien bei Hamstern festgestellt.
Die Nachzucht unter Laborbedingungen ist schwierig, vermutlich als Folge des verursachten Stresses, und geeignete Wurfgrößen sind selten.
Seit den frühen 1990er Jahren wird er zunehmend als Heimtier gehalten. Die Haltung erfolgt einzeln oder in gleich- oder gemischtgeschlechtlichen Paaren oder Gruppen.
Gegenüber Artgenossen gilt er als vergleichsweise verträglich
und in Familiengruppen kommt es selten zu Aggressionen.
Neben der natürlichen Färbung gibt es weißköpfige Roborowski-Zwerghamster. Laut Fox (2006) handelt es sich dabei um eine Qualzucht, da bei Reinerbigkeit des dafür verantwortlichen Erbguts die „Dreherkrankheit“ auftritt, bei der sich der Hamster unaufhörlich um sich selbst dreht.
Flint (1966),
Piechocki (1969),
Hoffmann (1978)
und Niethammer (1988)
verwenden als deutschen Trivialnamen „Roborowski-Zwerghamster.“
Seltener wird der englische Name desert hamster mit „Wüstenhamster“ übersetzt.

## Belege

### Hauptsächlich verwendete Literatur
- Patricia D. Ross: Phodopus roborovskii. In: Mammalian Species. Nr. 459, 1994, ISSN 0076-3519, S. 1–4 (englisch, Online [PDF; 515 kB; abgerufen am 21. September 2021]).
- Wladimir Jewgenjewitsch Flint: Die Zwerghamster der paläarktischen Fauna. In: Die Neue Brehm-Bücherei. 2. Auflage. Band 366. Westarp Wissenschaften, Hohenwarsleben 2006, ISBN 3-89432-766-9 (Erstausgabe:  1966, Nachdruck der 1. Auflage von 1966).
- Patricia D. Ross, Duncan M. Cameron: A Comparison of the Physical Development and Ontogeny of Behaviour in the Djungarian Hamster and the Desert Hamster. In: Acta Theriologica. Band 34, 1989, ISSN 0001-7051, S. 253–268 (englisch, Abstract, Volltext lizenzpflichtig).
- Natalja Jurjewna Feoktistowa, Ilja Grigorjewitsch Meschtscherski: Seasonal Changes in Desert Hamster Phodopus roborovskii Breeding Activity. In: Acta Zoologica Sinica. Band 51, Nr. 1, 2005, ISSN 0001-7302, S. 1–6 (englisch, Abstract und Volltext (Memento vom 25. März 2005 im Internet Archive)).
- Guy G. Musser, Michael D. Carleton: Superfamily Muroidea. In: Don E. Wilson, DeeAnn M. Reeder (Hrsg.): Mammal Species of the World. A Taxonomic and Geographic Reference. 3. Auflage. Johns Hopkins University Press, Baltimore 2005, ISBN 0-8018-8221-4, S. 894–1531 (englisch).